# Indische Badmintonmeisterschaft 2014/15
Die Indische Badmintonmeisterschaft der Saison 2014/2015 fand vom 29. Januar bis zum 5. Februar 2015 in Vijayawada statt. Es war die 79. Austragung der nationalen Titelkämpfe im Badminton in Indien.

## Medaillengewinner
| Disziplin    | Gold                        | Silber                        | Bronze                          |
| ------------ | --------------------------- | ----------------------------- | ------------------------------- |
| Herreneinzel | Sai Praneeth Bhamidipati    | Sameer Verma                  | H. S. Prannoy                   |
| Herreneinzel | Sai Praneeth Bhamidipati    | Sameer Verma                  | Abhimanyu Singh                 |
| Dameneinzel  | Ruthvika Shivani            | Rituparna Das                 | P. C. Thulasi                   |
| Dameneinzel  | Ruthvika Shivani            | Rituparna Das                 | Arundhati Pantawane             |
| Herrendoppel | Manu Attri B. Sumeeth Reddy | Pranav Chopra Akshay Dewalkar | Alwin Francis Arun Vishnu       |
| Herrendoppel | Manu Attri B. Sumeeth Reddy | Pranav Chopra Akshay Dewalkar | Shlok Ramchandran Sanyam Shukla |
| Damendoppel  | Pradnya Gadre Siki Reddy    | Aparna Balan Prajakta Sawant  | Rituparna Das Ruthvika Shivani  |
| Damendoppel  | Pradnya Gadre Siki Reddy    | Aparna Balan Prajakta Sawant  | Dhanya Nair Mohita Sahdev       |
| Mixed        | Arun Vishnu Aparna Balan    | Tarun Kona Siki Reddy         | Manu Attri Maneesha Kukkapalli  |
| Mixed        | Arun Vishnu Aparna Balan    | Tarun Kona Siki Reddy         | Akshay Dewalkar Pradnya Gadre   |